# Chiesa di San Nicolò in Villa Rotta
La chiesa di San Nicolò in Villa Rotta è una chiesa parrocchiale della diocesi di Forlì-Bertinoro, presente nella frazione di Rotta.

## Storia
Il nome della frazione potrebbe derivare da una battaglia avvenuta nella zona, dove Narsete avrebbe sconfitto i Goti (554) come suggerisce Sigismondo Marchesi, o da un legame con il concetto di una via che "rompe" una selva o dalla rottura degli argini da parte del fiume Ronco che ora ha cambiato corso, ma un tempo passava dalla zona.
La chiesa viene citata in una pergamena capitolare del 1202. Nel tempo la chiesa che aveva evidentemente forme romaniche padane, viene più volte restaurata, fino ad assumere le forme attuali.

## Descrizione

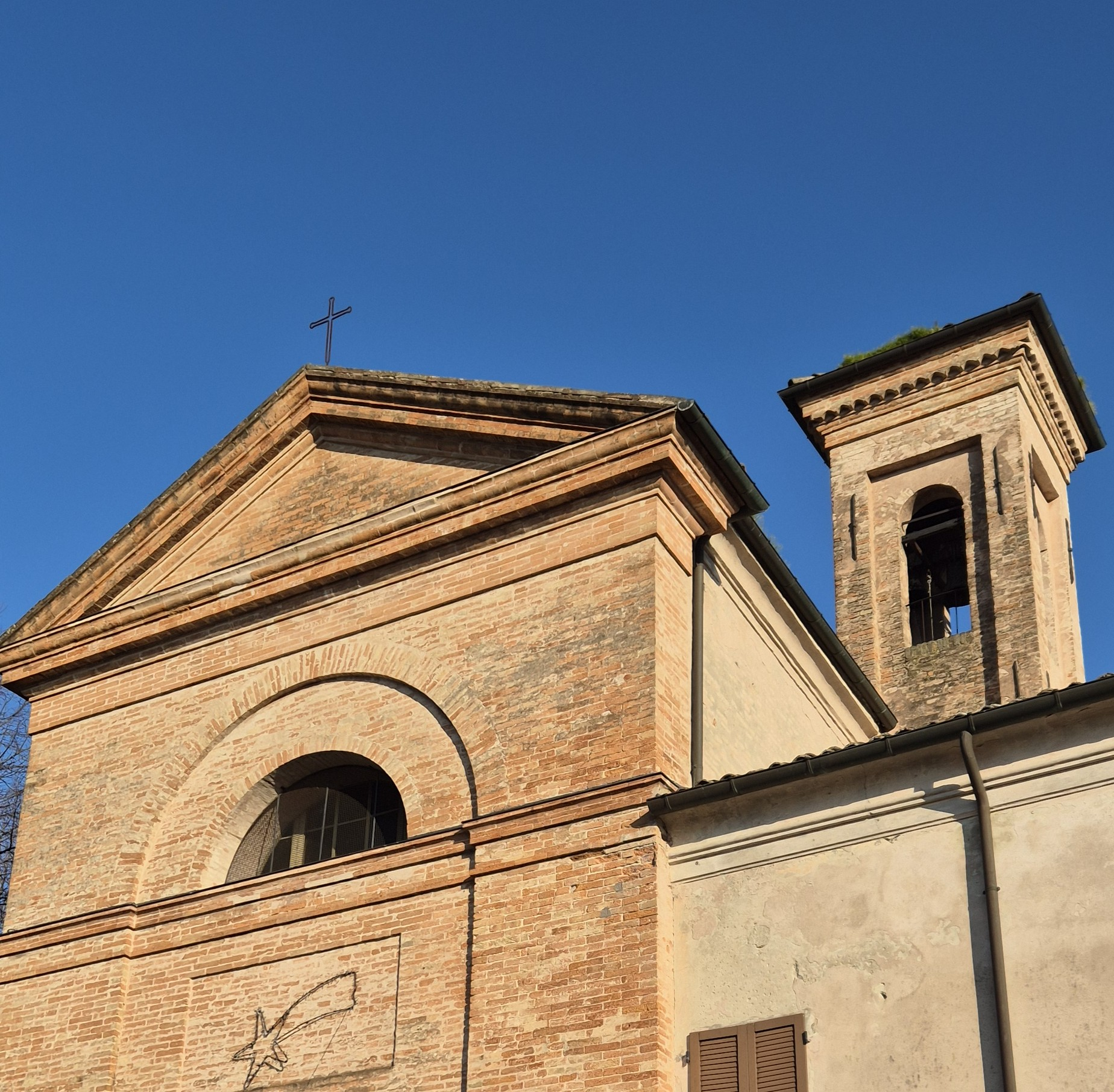
Parte alta della facciata e campanile

La chiesa si affaccia su un piccolo spiazzo e presenta una facciata semplice sviluppata in altezza con un timpano a coronamento. La struttura in mattoni ha un marcapiano divisorio in cui si innesta un arco a tutto sesto che contiene una finestra termale. Il portale, leggermente sopraelevato, ha una profilatura che nella parte in alto diventa più complessa con elementi più o meno sporgenti.
L'unico prospetto laterale visibile è il sinistro, perché a destra sono addossati gli edifici parrocchiali. Nel prospetto si identifica un corpo sporgente. A differenza della facciata in cui i mattoni sono a vista, il muro laterale è intonacato (anche se emergono in parte i mattoni) di un lieve colore rosa. 
Nel retro, a destra si vede il campanile, che emerge solo guardando da una certa angolazione. Esso è un semplice parallelepipedo realizzato in mattoni.
Nell'interno sono presenti tre altari, di cui il principale è decorato dalla tela raffigurante San Nicola di Bari dipinta da Paolo Agelli. Un altro degli altari è dedicato alla Madonna del Fuoco ed è ricordato fin dal 1647, e dunque è uno dei più antichi dedicati alla patrona di Forlì nelle campagne.